# Virología sintética
La virología sintética es una rama  de la virología dedicada al estudio y la ingeniería de viruses sintéticos artificiales. Es un campo de investigación multidisciplinario en la intersección de la virología, biología sintética, biología computacional, y la nanotecnología de ADN, de la cual toma prestados e integra sus conceptos y metodologías. Existe una amplia gama de aplicaciones para la tecnología viral sintética, como tratamientos médicos, herramientas de investigación y organismos revitalizantes.